# Eric Reid
Eric Todd Reid (Baton Rouge, 10 dicembre 1991) è un giocatore di football americano statunitense che gioca nel ruolo di safety per i Carolina Panthers della National Football League (NFL). Fu scelto nel corso del primo giro (18º assoluto) del Draft NFL 2013 dai 49ers. Al college giocò a football all’Università della Louisiana venendo premiato unanimemente come All-American.

## Carriera professionistica

### San Francisco 49ers

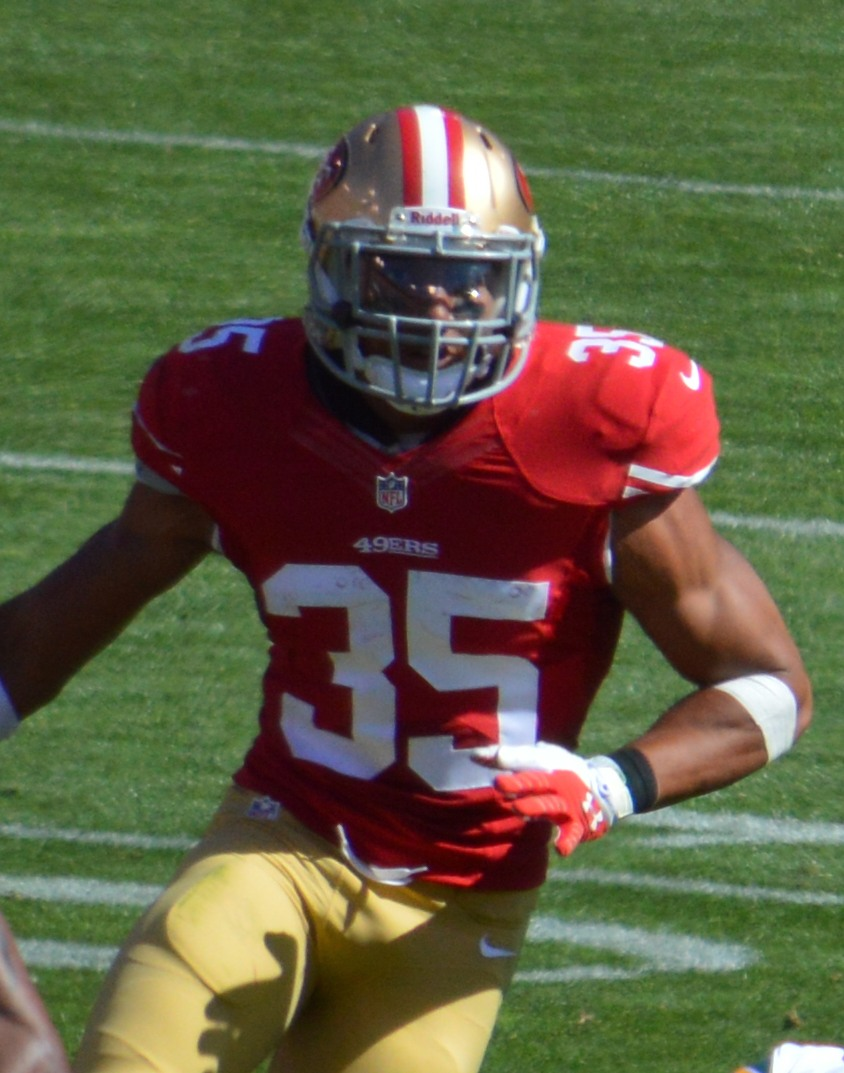
Reid nel 2013

Reid era considerato una delle migliori safety selezionabili nel Draft NFL 2013 e una scelta della seconda metà del primo giro. Il 25 aprile fu scelto come 18º assoluto dai San Francisco 49ers. Il 5 luglio, Reid firmò un contratto quadriennale del valore di 8,48 milioni di dollari tutti garantiti. 
Reid debuttò come professionista partendo come titolare nella vittoria della settimana 1 sui Green Bay Packers in cui mise a segno 6 tackle, un intercetto e un passaggio deviato. Il secondo intercetto lo fece registrare la settimana successiva su Russell Wilson ma i 49ers furono sconfitti in maniera netta dai Seattle Seahawks. Nella settimana 6 Reid mise a referto il suo terzo intercetto nella vittoria sugli Arizona Cardinals. Nella gara della settimana 10 contro i Carolina Panthers recuperò un fumble ma fu costretto ad uscire anzitempo a causa di una commozione cerebrale. La sua prima stagione regolare si concluse con 77 tackle, 4 intercetti e 11 passaggi deviati, giocando tutte le 16 partite come titolare e venendo convocato per il Pro Bowl in sostituzione di Earl Thomas, impegnato coi Seattle Seahawks nel Super Bowl XLVIII.
Reid aprì la sua seconda stagione con un intercetto su Tony Romo nella vittoria in trasferta sui Dallas Cowboys della settimana 1. Il secondo lo fece registrare nella vittoria della settimana 6 sui Rams e il terzo contro Seattle nel quindicesimo turno, gara persa però da San Francisco, che fu eliminata matematicamente dalla corsa per i playoff. La sua seconda annata si chiuse scendendo a 41 tackle in 15 presenze, tutte come titolare.

### Carolina Panthers
Il 27 settembre 2018, ha firmato un contratto annuale con i Carolina Panthers.

## Palmarès
- Convocazioni al Pro Bowl: 1

2013
- PFWA All-Rookie Team - 2013